# Hornachos
Hornachos è un comune spagnolo di 3 784 abitanti situato nella comunità autonoma dell'Estremadura, comarca Tierra de Barros.

## Storia
Nel 1234 Hornachos venne occupata dall'Ordine di Santiago. La locale comunità morisca rimase per secoli musulmana. Nel 1609 venne decretata l'espulsione dei moriscos.
La comunità si stabilì in Marocco, nella città di Salé, fondando la Repubblica corsara del Bou Regreg della quale divennero élite.